# Ямайка на зимних Олимпийских играх 1994
Ямайка принимала участие в Зимних Олимпийских играх 1994 года в Лиллехамере (Норвегия) в третий раз за свою историю, но не завоевала ни одной медали. Как и на двух предыдущих Олимпиадах в состав делегации входили только бобслеисты. В соревнованиях четвёрок экипаж Дадли Стоукса по итогам двух спусков пробивался в десятку сильнейших, а суммарно занял 14-е место, обойдя 16 команд, среди которых оба экипажа из США, Франции, а также команды Италии, России и Латвии.

## Результаты

### Бобслей
| Экипаж | Спортсмены                                        | Дисциплина | 1-й спуск | 1-й спуск | 2-й спуск | 2-й спуск | 3-й спуск | 3-й спуск | 4-й спуск | 4-й спуск | Итог    | Итог  |
| Экипаж | Спортсмены                                        | Дисциплина | Время     | Место     | Время     | Место     | Время     | Место     | Время     | Место     | Время   | Место |
| ------ | ------------------------------------------------- | ---------- | --------- | --------- | --------- | --------- | --------- | --------- | --------- | --------- | ------- | ----- |
| JAM-1  | Дадли Стоукс Уэйн Томас                           | двойки     | 53.59     | 25        | 53.81     | 24        | 53.76     | 24        | —         | DNF       | —       | DSQ   |
| JAM-1  | Дадли Стоукс Уинстон Уоттс Крис Стоукс Уэйн Томас | четверки   | 52.50     | 18        | 52.56     | 18        | 52.39     | 10        | 52.51     | 10        | 3:29.96 | 14    |